# Día de la bandera nacional (Ucrania)
El 23 de agosto se celebra el Día de la Bandera Nacional de Ucrania (en ucraniano: День Державного прапора України); a partir de 2004. El 24 de julio se celebraba anteriormente el Día de la Bandera Nacional en Kiev.  La primera ceremonia de izado de la bandera ucraniana amarilla y azul de los tiempos modernos tuvo lugar el 24 de julio de 1990 en el asta del Ayuntamiento de Kiev, un año y medio antes de que la bandera fuera adoptada oficialmente como bandera nacional del Estado ucraniano (a principios de 1992).
Desde 1992 el Día de la Independencia de Ucrania se celebra el 24 de agosto.